# Pleroma (програмне забезпечення)
Pleroma — розподілена та федеративна соціальна мережа, подібна до сервісу мікроблогів Твіттер, але керована як децентралізована федерація незалежних серверів зі встановленим на них відповідним вільним програмним забезпеченням.
Користувачі можуть безперешкодно публікувати, слідкувати та взаємодіяти з іншими користувачами через Pleroma та інші інстанси (Mastodon, PeerTube, Friendica тощо). Адміністратори інстансів розроблюють свої правила, умови надання послуг та політику модерації, що дозволяє користувачам оселятися на інстансах, переміщатися між ними та переглядати вміст відповідно до них.
Створено людиною під псевдонімом «Lain» у 2016 році , Спочатку Pleroma була лише клієнтською альтернативою для GNU social, який нагадував більш ранній користувальницький інтерфейс Twitter. З того часу внутрішня реалізація OStatus та ActivityPub була написана на Elixir та фреймворку Phoenix і побудована за допомогою PostgreSQL. Фронтенд, який зараз називається Pleroma-FE, написаний за допомогою JavaScript-фреймворку Vue.js. Pleroma також надає фронтенд Mastodon, та альтернативний фронтенд Gopher.

## Технологічна платформа
Інстанси Pleroma запускають програмне забезпечення, яке взаємодіє з протоколом ActivityPub. Це з'єднує користувачів Pleroma з будь-яким іншим програмним сервером Fediverse, який підтримує ActivityPub.
За замовчуванням Pleroma обмежує довжину дописів до 5000 символів. Вона здатна завантажувати та ділитися мультимедійними дописами, а також проводити опитування. 

## Статистика використання
Pleroma описується як менш роздута, ніж альтернативи, такі як Mastodon, з меншою кількістю програмних залежностей та менш ресурсоємна. Pleroma припинила підтримку старого протоколу OStatus на початку 2020 року у своєму випуску v2.0.0 через його зменшення використання та помилковий код.
Станом на середину 2020 року Pleroma є другим за популярністю серверним програмним забезпеченням Fediverse після Mastodon, за даними fediverse.network, з часткою близько 13 % всіх інстансів і близько 1 % «користувачів» Fediverse.

## Українські інстанси Pleroma
Станом на липень 2023 року в мережі Федіверс існують наступні українські сервери:
- pepega.club (Akkoma);
- pl.m0e.space (Akkoma);
- Social.Net.Ua (Pleroma).